# 9107 Narukospa
A 9107 Narukospa (ideiglenes jelöléssel 1997 AE4) a Naprendszer kisbolygóövében található aszteroida. Takao Kobajashi fedezte fel 1997. január 6-án.